# David III di Tao
Davide III Curopalate (in georgiano დავით III კუროპალატი?, Davit' III Kuropalati), o Davide III il Grande (in georgiano დავით III დიდი?, Davit' III Didi), noto anche come Davide II (930 circa – Tao-Klarjeti, 1000 o 1001) è stato un principe georgiano della famiglia bagratide di Tao, una regione storica nelle marche georgiane-armeno, dal 966 fino al suo assassinio, nel 1000 o nel 1001.
Davide è conosciuto perlopiù per la sua assistenza cruciale alla dinastia macedone bizantina nella guerra civile del 976-979 e per il suo ruolo di assoluto protagonista nell'unificazione delle varie entità politiche esistenti in Georgia, nonché per il suo ruolo di promotore della cultura e dell'apprendimento cristiano. In vita ricevette anche il titolo di curopalate (Kuropalates), un titolo di cortigiano bizantino che gli fu conferito nel 978 e di nuovo nel 990. Tra il 987 e il 989, Davide si unì al suo amico Barda Foca in una rivolta contro l'imperatore bizantino Basilio II, ma fu sconfitto e accettò di cedere le sue terre all'impero alla sua morte. Ciononostante, riuscì a garantire al suo erede, Bagrat III, l'opportunità di diventare il primo sovrano di un regno georgiano unificato.

## Biografia

### Origini
Davide era il figlio minore di Adarnase V, un esponente della seconda casata dei Tao, ovvero un ramo della linea della Cartalia della dinastia georgiana dei Bagration al potere su Tao, una provincia sullo storico confine georgiano-armeno noto agli armeni come Tayk. Oggi tale area rientra amministrativamente nella Turchia.

### Alleanza con l'impero bizantino
Davide succedette a suo fratello, Bagrat II, come duca di Tao nel 966, e attraverso la sua politica espansionistica e la sua diplomazia flessibile iniziò a dare forma a uno Stato più ampio. Per mettere in atto i suoi piani ambiziosi, Davide dovette assicurarsi la sua indipendenza dall'impero bizantino, che avrebbe raggiunto la sua massima espansione sotto l'imperatore Basilio II (al potere dal 976 al 1025).
I vicini orientali dei romei, i frammentati principati armeno e georgiano, raramente minacciavano in via diretta l'impero, ma essi risultavano di particolare interesse per Costantinopoli in quanto controllavano le rotte commerciali strategiche internazionali che attraversavano i loro domini. I bizantini avevano già annesso i principati armeni di Taron (966) e Manzicerta (968) e rappresentavano una potenziale minaccia per la costellazione di quei diversi principati Bagratid georgiani noti come Tao-Klarjeti. Tuttavia, l'integrità dell'impero stesso era seriamente minacciata dopo che una ribellione su vasta scala, guidata da Barda Sclero, scoppiò nel 976. Dopo una serie di battaglie terminate con dei successi, i ribelli travolsero l'Asia Minore e giunsero a minacciare la stessa Costantinopoli. Nell'urgenza di una situazione, il giovane imperatore Basilio chiese aiuto a Davide di Tao, che rispose prontamente inviando 12.000 truppe di cavalleria di prim'ordine sotto il comando di Tornikios per rafforzare il leale generale bizantino recentemente sconfitto Barda Foca, contribuendo così alla decisiva vittoria nella battaglia combattuta presso Sarvenisni (Aquae Saravenae o Basilika Therma) nel thema di Charsianon (nei pressi della moderna Kırşehir) il 24 marzo 979.
Davide venne ricompensato con la possibilità di regnare a vita su alcuni dei principali territori imperiali nell'Asia orientale minore, noti nelle fonti georgiane contemporanee come «porzioni superiori della Grecia», costituiti principalmente da terre armeni nord-occidentali: la città di Teodosiopoli o Karin (odierna Erzurum, Turchia), Fasiane, Hark (ora provincia di Muş), Apahunik, Mardali (Mardaghi), Khaldoyarich e Ch'ormayri. In quest'occasione gli fu concesso il titolo riservato all'alta corte bizantina di curopalate. Basilio II ricompensò anche il valore del comandante di Davide, Tornikios, finanziando un monastero georgiano ortodosso sul Monte Athos. Sebbene veda attualmente dei monaci greci, è ancora oggi noto come Iviron, monastero «degli Iberi» (cioè dei georgiani).
La repentina e verticale ascesa di Davide lo rese il sovrano più influente nel Caucaso, consentendogli di esercitare un peso non trascurabile nelle controversie dinastiche in corso sia in Georgia che in Armenia. Gli autori georgiani medievali lo definiscono «il più grande di tutti i re del Tao» e il cronista armeno dell'XI secolo Aristace di Lastiver lo descrive come:
Avendo il controllo di centri commerciali molto importanti, il suo principato trasse profitto dalla tassazione delle principali rotte commerciali che attraversavano il Caucaso sudoccidentale e l'Anatolia orientale. Davide investì queste entrate in ampi progetti di costruzione, quali città, fortezze e chiese, sostenendo altresì le comunità monastiche georgiane e le attività culturali sia in Georgia che all'estero.

### Problema di successione
Non avendo figli suoi, David adottò un suo parente, il giovane principe Bagrat, erede al trono bagratide della Cartalia (Iberia). Tale scelta avvenne su insistente richiesta dell'energico nobile georgiano Iovane Marushis-dze. Attraverso la sua fortunata stirpe, Bagrat si trovò dunque così destinato a sedere su due troni. Inoltre, tramite sua madre Gurandukht, sorella del re abcaso senza figli Teodosio III, Bagrat risultava un potenziale erede del regno dell'Abkhazia. Sognando di dare vita a uno Stato georgiano unito, Davide occupò la Cartalia per suo figlio adottivo nel 976 e respinse le truppe dal regno georgiano più orientale della Cachezia, reo di aver di recente occupato il settore occidentale della Cartalia insediandosi nella città scavata nella roccia di Uplistsikhe. Due anni dopo, nel 978, Davide e Marushis-dze assicurarono la corona dell'Abkhazia a Bagrat sostituendo Teodosio III.

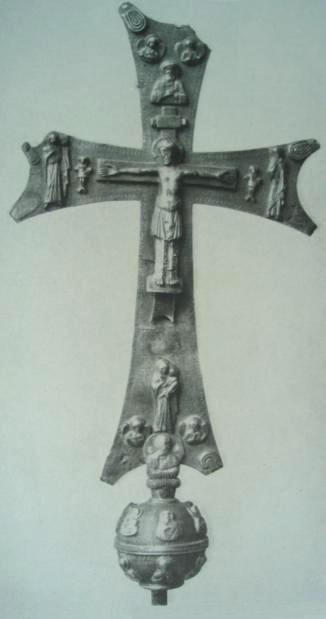
Croce per processioni di Davide di Tao dell'orafo Asat

Le fortune di David cambiarono nel 987 quando egli, ansioso di rende dei suoi vasti possedimenti un dominio bagratide ereditario, si unì al suo amico di lunga data Barda Foca in una ribellione contro l'imperatore Basilio. Una volta che i ribelli furono sconfitti dalle forze bizantine-Rus' nel 989, Basilio inviò un grosso forza contingente Giovanni di Caldea per punire i georgiani e David dovette arrendersi. Riconciliatosi con l'imperatore, gli fu riprstinato, nel 990 circa, il titolo di curopalate di nuovo in cambio della sua promessa che alla sua morte le terre precedentemente poste sotto la sua sovranità sarebbero tornate all'impero bizantino.
Un altro problema sorse intorno allo stesso anno, quando Bagrat d'Abkhazia pianificò una spedizione punitiva contro l'ancora non sottomesso duca Rati di Kldekari, nella Cartilia meridionale. Convinto che il figlio adottivo intendesse attaccare Tao e ucciderlo, Davide surclassò l'esercito guidato dal padre naturale di Bagrat, Gurgen, durante la marcia verso Kldekari. Come racconta un cronista georgiano medievale:

### Gli ultimi anni e la morte
Dopo la riconciliazione con l'imperatore e i suoi parenti, il principe di Tao-Klarjeti guidò una serie di incursioni di successo contro gli emirati musulmani del lago di Van e dell'Azerbaigian. Bagrat II di Georgia (nonno di Bagrat, adottato da Davide) e Gagik I d'Armenia si allearono con Davide, che riconquistò Manzicerta sottraendola all'emiro marwanide di Diyar Bakr nel 993 circa 993 e si spinse fino ad Ahlat, un'altra importante roccaforte di questa dinastia curda, nel 997. Anche Mamlan, emiro rawadide dell'Azerbaigian, fu sconfitto due volte, la seconda in modo decisivo, nel 998, vicino a Erciş.
David fu assassinato dai suoi nobili all'inizio del 1000 o 1001. Stando a quanto narra Aristace:
Sebbene le Cronache georgiane affermino che Davide si spense nel 1001, diversi resoconti armeni e musulmani suggeriscono che potrebbe essere morto nel 1000. Aristace fornisce la data della morte del sovrano come il 28 marzo 1001, che è strettamente corroborata da un altro cronista armeno, Stefano Asoghik, il quale riferisce che Davide morì il Pasqua giorno dell'anno 449 del calendario armeno, cioè il 31 marzo 1001. Anche un altro armeno, Samuel Anetsi, avvalora la ricostruzione indicando come data nel 1001.

### Guerre di successione bizantino-georgiane

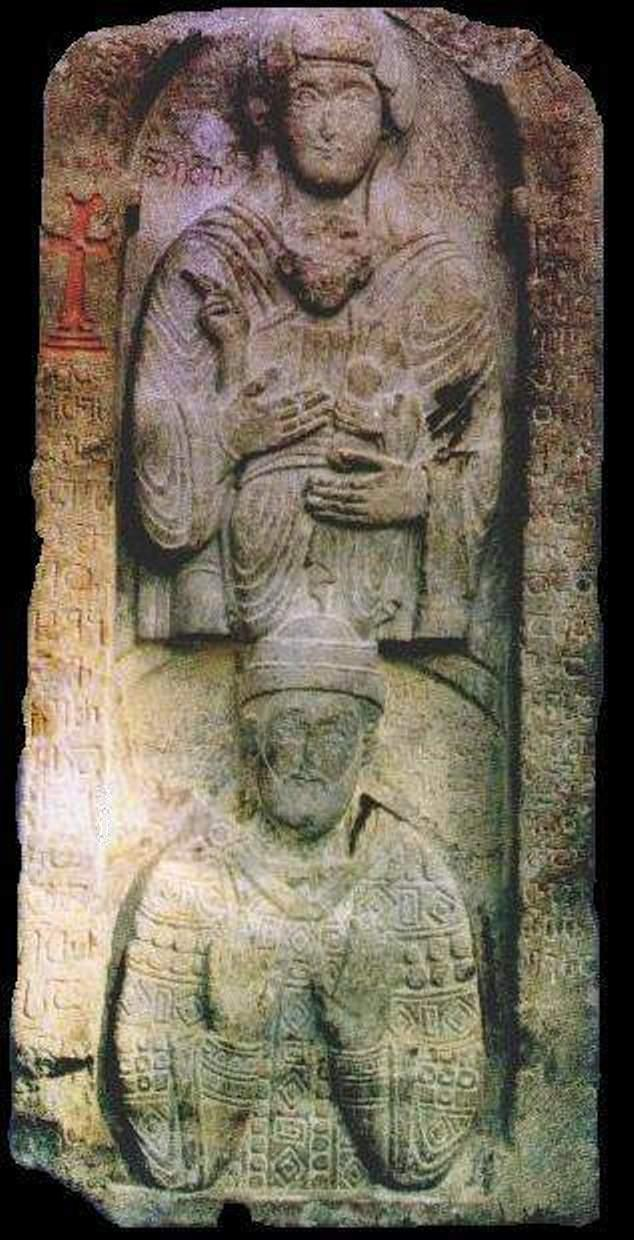
Davide raffigurato su un altro bassorilievo della cattedrale di Oshki

Basilio II si trovava al momento della morte di Davide nelle province orientali del suo impero, svernando nella pianura di Tarso dopo la sua campagna contro la dinastia fatimide in Siria. Dopo aver appreso la notizia della morte di Davide, marciò verso nord-est per reclamare le terre che Davide aveva promesso all'imperatore. La nobiltà georgiana e armena locale si sottomise senza alcuna seria resistenza. L'unico incidente degno di nota si verificò quando una lite tra un soldato georgiano e una guardia variaga per una balla di fieno si trasformò in un grande combattimento, coinvolgendo ben 6.000 variaghi e comportando la morte di trenta nobili georgiani di alto rango.
Re Bagrat, figlio adottivo di Davide, incontrò Basilio ma, incapace di impedire l'annessione del regno di Davide, dovette riconoscere i nuovi confini in ricompensa del titolo imperiale di "curopalati". Nonostante questa battuta d'arresto, Bagrat riuscì a diventare il primo re di una monarchia unificata tutta georgiana, un risultato reso possibile in gran parte dagli sforzi di Davide di Tao, che, come afferma lo studioso moderno Stephen Rapp, «si colloca di certo in cima a qualsiasi elenco relativo ai dieci sovrani più influenti della storia georgiana».
Esiste qualche disaccordo tra gli studiosi moderni sul fatto che Davide abbia ceduto a Basilio II solo le terre concessegli come ricompensa per la sua assistenza contro il ribelle Barda Sclero o invece l'intero principato. Poiché la gestione delle prime andò amministrativamente assegnata a Davide a vita, sarebbe più ragionevole presumere che fu concesso il suo intero regno, cioè Thither Tao/Tayk e le adiacenti contee armene fino al lago di Van. Qualunque risultasse l'estensione del dominio del sovrano in esame, i re georgiani non si sarebbero riconciliati così facilmente con la perdita di quei territori, cosa dimostra la serie di conflitti nata con l'impero bizantino nell'XI secolo.